# Andy Marshall
Andrew John "Andy" Marshall (* 14. April 1975 in Bury St Edmunds) ist ein englischer Fußballtorwart.

## Karriere

### Jugend
Andrew Marshall begann seine Laufbahn bei Norwich City.

### Profikarriere
Sein Profidebüt gab er am 27. Dezember 1994 im Auswärtsspiel bei Nottingham Forest im Alter von 19 Jahren, nachdem sich der erste Torwart Bryan Gunn verletzt hatte. Zu Beginn der nächsten Saison wurde Bryan Gunn wieder eingesetzt, sodass Marshall ausgeliehen wurde, zunächst nach Bournemouth und dann nach Gillingham. Als der Torwart wieder zurück bei Norwich City war spielte er stark und avancierte zum Publikumsliebling an der Carrow Road. Am Ende der Saison 2000/01 wurde Marshall von den Anhängern zum Spieler der Saison gewählt.
Seinen auslaufenden Vertrag verlängerte er nicht und wechselte zu Ipswich Town, einem engen Rivalen der Kanarienvögeln (The Canaries). Bei Ipswich fehlte die Akzeptanz der Fans wegen seiner Vergangenheit bei Norwich City, sodass er zuerst zu den Wolverhampton Wanderers verliehen wurde und kurz darauf zum FC Millwall, die ihn dann fest verpflichteten. Nach insgesamt zwei Jahren bei den Löwen wechselte Marshall zu Coventry City. In der Saison 2009/10 stand Marshall bei Aston Villa unter Vertrag. Ohne Einsätze wie auch bei seiner letzten Station in Millwall beendete er im Januar 2014 seine Karriere.

## Erfolge
- Premier Reserve League: 2010